# Pompás kutyatej
A pompás kutyatej (Euphorbia milii) a Malpighiales rendjébe, ezen belül a kutyatejfélék (Euphorbiaceae) családjába tartozó faj.

## Neve
Ez a növény a fajnevét a Réunion egykori kormányzójáról, Pierre Bernard Milius báróról kapta, aki 1821-ben betelepítette Franciaországba.

## Előfordulása
A pompás kutyatej eredeti előfordulási területe Madagaszkár. Manapság vadonnövő állományai vannak a Közel-Keleten és India egyes részein.
A világ számos melegebb égövén dísznövényként termesztik.

## Változatai
- Euphorbia milii var. bevilaniensis (Croizat) Ursch & Leandri
- Euphorbia milii var. hislopii (N.E.Br.) Ursch & Leandri
- Euphorbia milii var. splendens (Bojer ex Hook.) Ursch & Leandri

## Megjelenése
Ez a kutyatejfaj pozsgás és kúszó cserjeféle, mely 1,8 méter magasra nő meg. A tövisei sűrűn borítják. A 3 centiméteres, egyenes töviseit a védelem mellett kapaszkodásra is felhasználja. A levelei főleg a fiatal hajtásokon nőnek. A levelei sima szélűek és oválisak; legfeljebb 3,5 centiméter hosszúak és 1,5 centiméter szélesek. A virágai kicsik, két sziromszerű murvalevél (bractea) fogja közre. A murvalevél lehet vörös, rózsaszín vagy fehér; 12 milliméter széles. A pompás kutyatej tejszerű nedvet tartalmaz, mely az ember számára mérgező.

## Képek

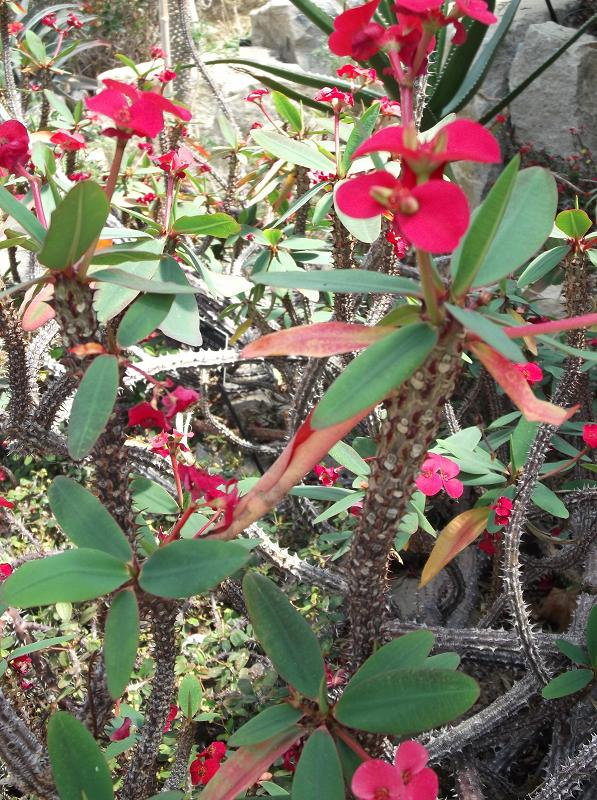
A növény
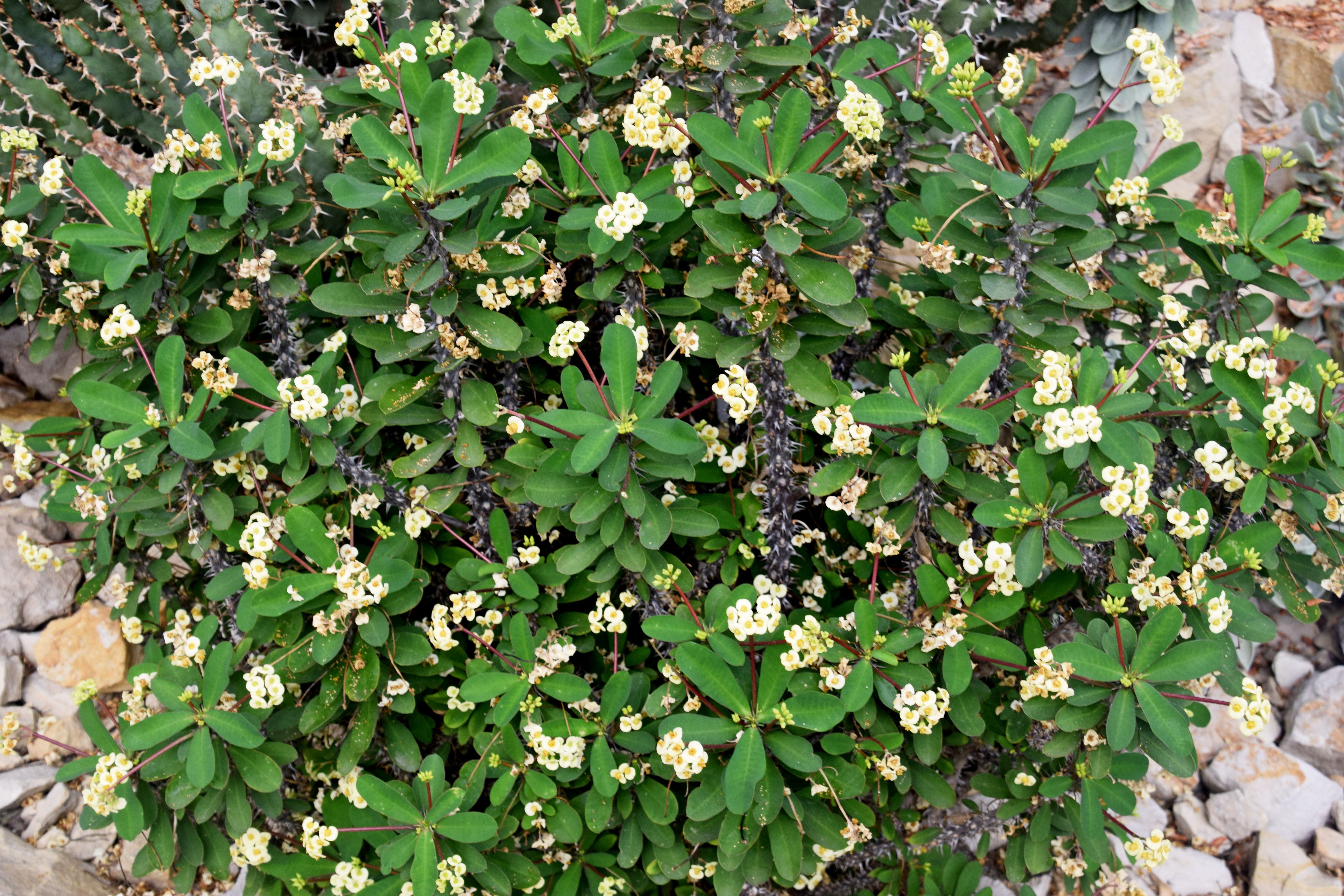
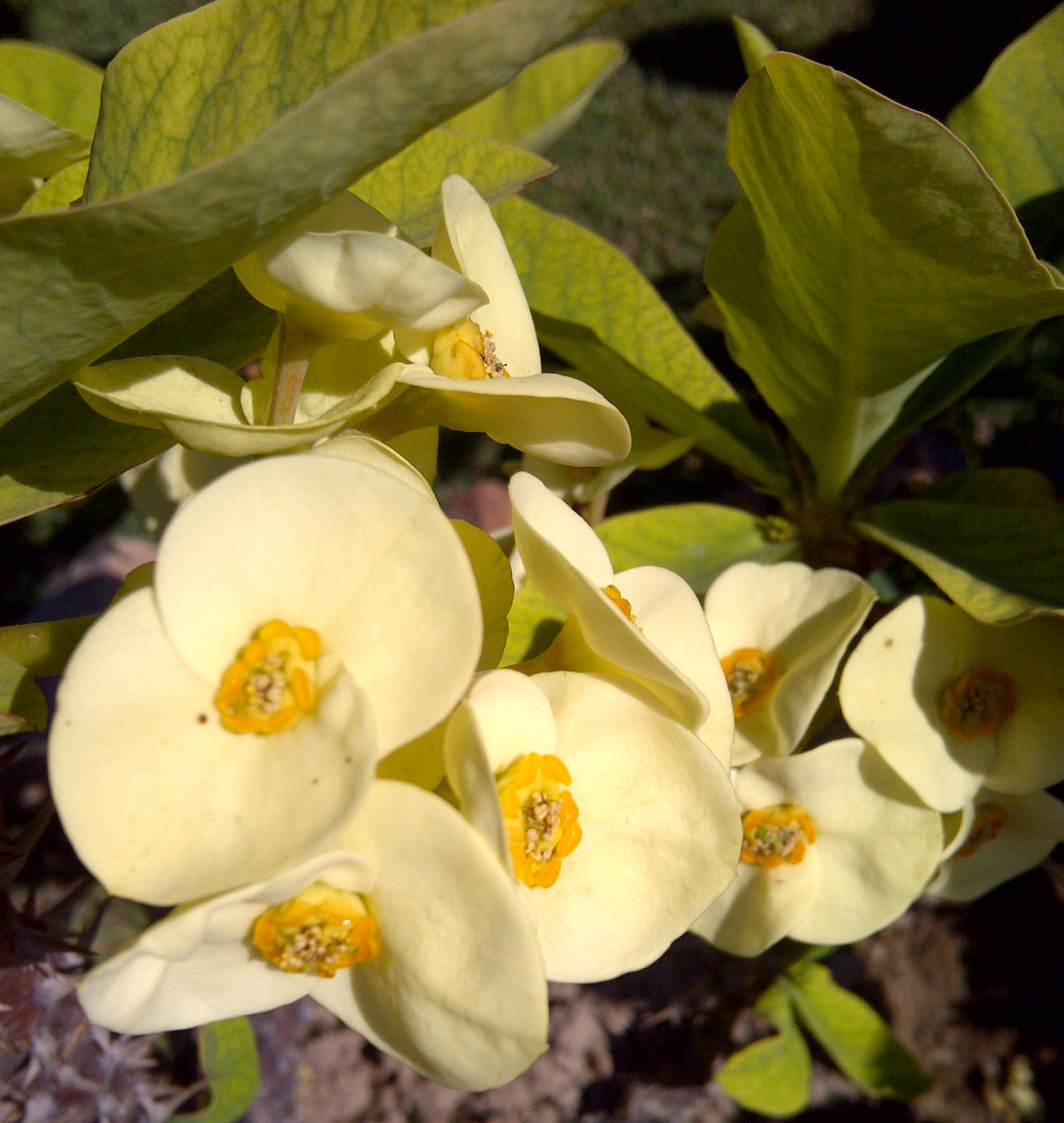
Fehéres virágai
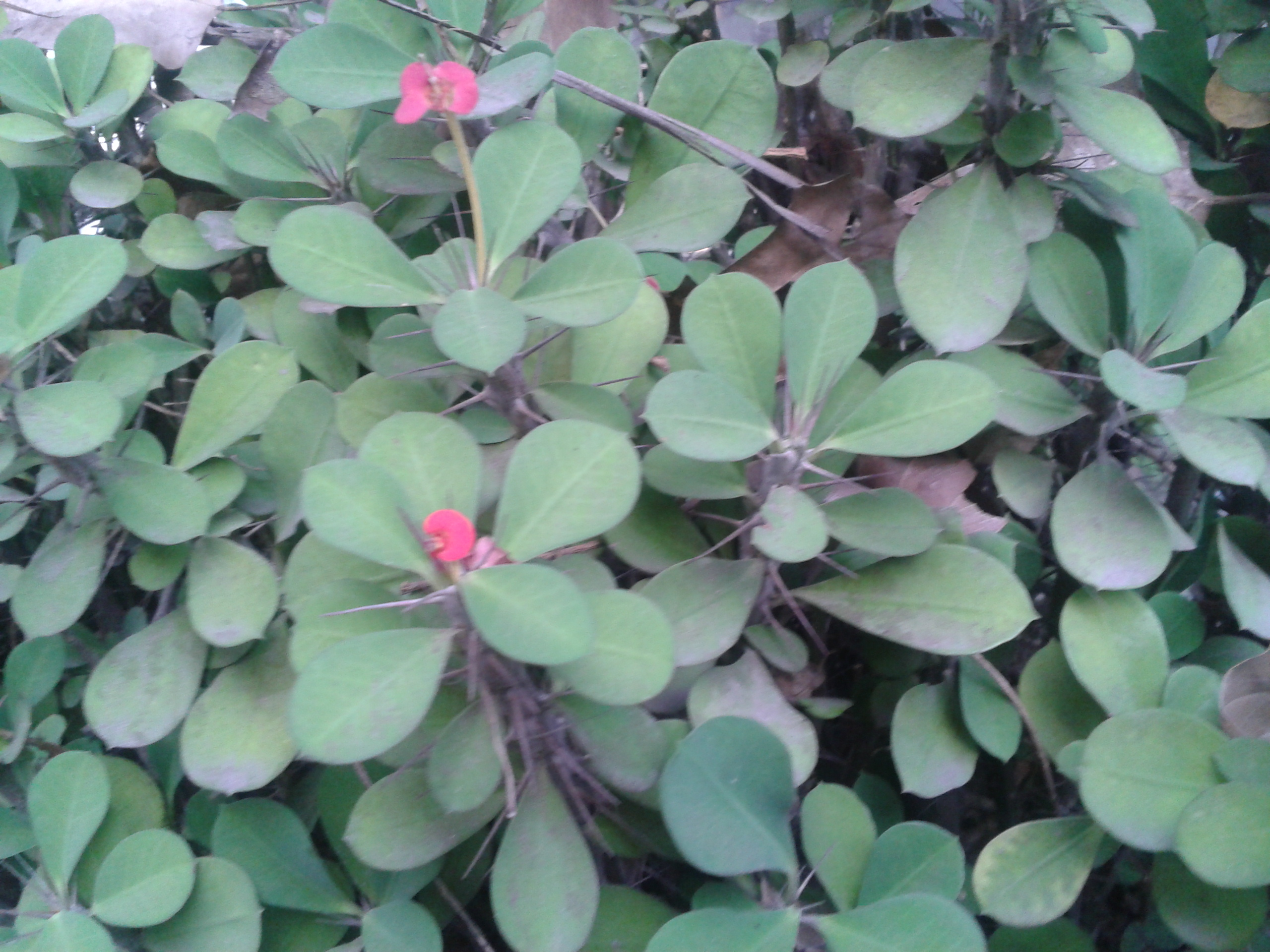
Levelei

## Fordítás
- Ez a szócikk részben vagy egészben  az   Euphorbia milii című angol Wikipédia-szócikk ezen változatának fordításán alapul.  Az eredeti cikk szerkesztőit annak laptörténete sorolja fel. Ez a jelzés csupán a megfogalmazás eredetét és a szerzői jogokat jelzi, nem szolgál a cikkben szereplő információk forrásmegjelöléseként.